# جوني فاريل
جوني فاريل (بالإنجليزية: Johnny Farrell)‏ هو لاعب غولف أمريكي، ولد في 1 أبريل 1901 في وايت بلينس في الولايات المتحدة، وتوفي في 14 يونيو 1988 في بوينتون في الولايات المتحدة.